# Mali Ostros
Mali Ostros (en serbe cyrillique : Мали Острос; en albanais: Ostrosi i Vogël) est un village du sud du Monténégro, dans la municipalité de Bar.

## Démographie

### Évolution historique de la population
| 1948 | 1953 | 1961 | 1971 | 1981 | 1991 | 2003 |
| ---- | ---- | ---- | ---- | ---- | ---- | ---- |
| 323  | 358  | 394  | 384  | 427  | 269  | 148  |